# Aleksandar Blažić
Aleksandar Blažić (28 novembre 1991) è un giocatore di football americano serbo, che gioca nel ruolo di offensive lineman per i Beograd Vukovi.